# (1043) Beate
(1043) Beate – planetoida z grupy pasa głównego asteroid okrążająca Słońce w ciągu 5 lat i 161 dni w średniej odległości 3,09 au. Została odkryta 22 kwietnia 1925 roku w Landessternwarte Heidelberg-Königstuhl w Heidelbergu przez Karla Reinmutha. Nazwa planetoidy została nadana przez Gustava Stracke. Przed jej nadaniem planetoida nosiła oznaczenie tymczasowe (1043) 1925 HB.